# 乙腈
乙腈（ACN）又稱甲基氰（methyl cyanide，MeCN）、氰甲烷（ethanenitrile），化学式CH3CN，是無色的液體，是最簡單的有機腈，並廣泛用作极性非质子溶劑。乙腈在某些条件下，也可以发生碳-碳键断裂。
乙腈是在1847年由法国化学家让-巴蒂斯特·杜马首次制备的。

## 制取
工业上经乙酰胺脱水或由乙炔与氨在催化下反应制得。也是丙烯氨氧化生产丙烯腈的副产物。

## 性质
乙腈是无色有类似麦芽特殊香味的液体，易燃，燃烧时伴有明亮的火焰。与水、甲醇、四氯化碳、乙酸甲酯、乙酸乙酯、二氯乙烷及许多非饱和烃类溶剂互溶，具有毒性。

## 用途

### 工业用途
乙腈通常作為溶劑，还可以作為一些化學品的合成前体。美國四個主要生產乙腈的生產商是：英力士、杜邦公司、貝克化學和史達林化學。1992年，在美國交易的乙腈达32.3萬磅（約合14,700吨）。
2008年10月左右出现了一次乙腈的供应短缺，其原因是中国政府为了实现其绿色奥运的承诺，关闭和限产了很多化工厂，再加上出口退税政策的改变，乙腈出口骤减。此外2008年9月袭击美国德州的飓风艾克导致许多工厂设备严重受损，产能也受到一定的影响。

### 實驗室用途
乙腈是常用的极性非质子溶劑。
在無機化學中，乙腈被廣泛用作配体，它的簡稱是MeCN。例如乙腈配合物PdCl2(MeCN)2可由加热聚合氯化鈀在乙腈中的悬浊液制取。
由於乙腈介電係數較高，因此是一個廣受歡迎的循環伏安溶劑。乙腈也是有機合成的一种二碳原料。它与氯化氰反应可以得到丙二腈。
乙腈也作為流動相分離分子，常用於管柱層析和更現代的高效液相層析。
在核医学领域，乙腈用于合成氟代脱氧葡萄糖等正电子类放射性药品。在合成FDG的过程中，乙腈的蒸发可以带走反应体系之中的水分；反应体系之中乙腈含量的多少，对于FDG的合成效率和药品质量具有举足轻重的影响；同时，乙腈还作为溶剂和反应体系的基质。此外，在FDG的常规质量检验工作中，还采用乙腈：水混合液（比如，85% v/v）作为薄层色谱分析的流动相。

## 安全性
乙腈是有毒和易燃的。它可以代謝成為氰化氫及硫氰酸。